# 斯皮耶讷的新石器时代燧石矿
斯皮耶讷的新石器时代燧石矿位于比利时埃诺省蒙斯的村庄斯皮耶讷。
这处新石器时代燧石矿名列UNESCO世界遗产名录。名录中对其的形容为“欧洲最大和最早的古矿集中处”，并引用了它们展现的人类技术发展水平以作为理由。
这些矿占了靠近蒙斯的白垩山丘（downland）约100公顷，并且因其展现了露天矿与地下矿之间燧石结核的转变。这些结核被用鹿角镐掘出。岩石此后被敲碎（knapped）成为粗制的斧形，并最终被抛光以达到末态。

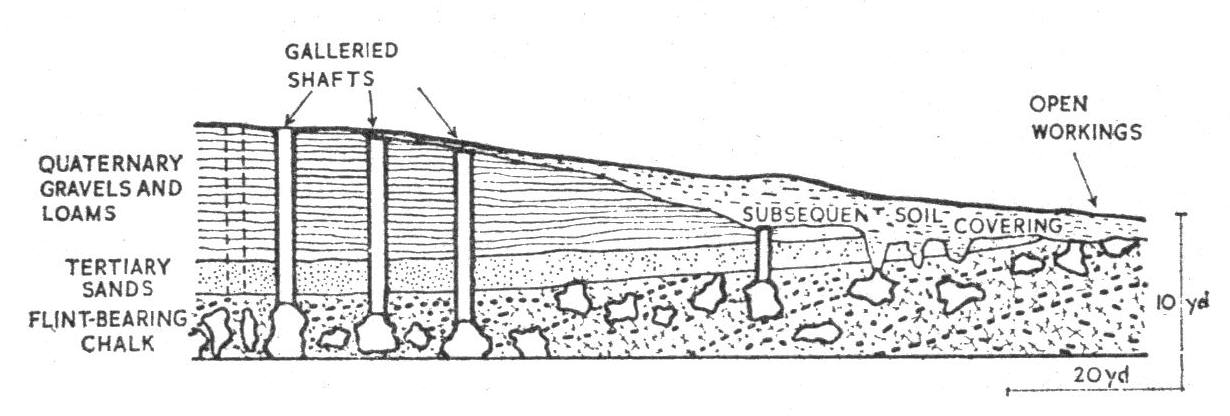
斯皮耶讷矿剖面

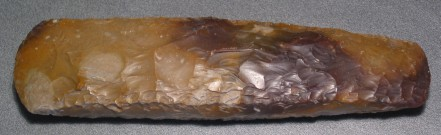
石器时代晚期的燧石斧，约31厘米长

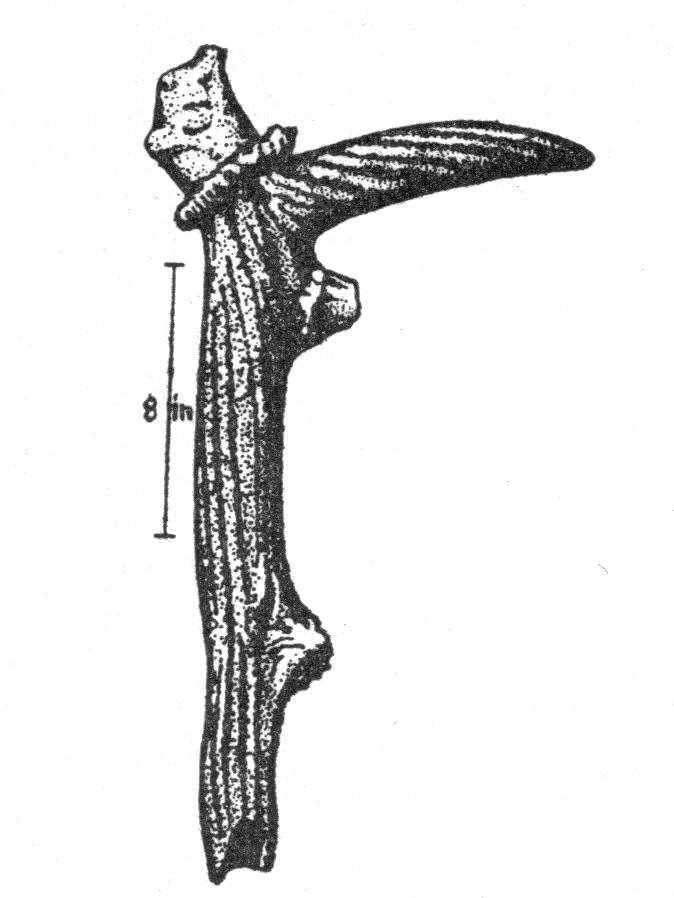
鹿角镐

这些粗制品被在广大地区交易，并经常在其终点被抛光。抛光增强了最终产品的性能，使斧头可以更加持久。这些斧子最初在新石器时代早期被用作清除森林，以及刻削木头以充建材，如造茅屋和独木舟所用木材。

## 其他地点
该处可以与不列颠的格兰姆斯燧石矿井（Grimes Graves）和锡斯伯里（Cissbury）相媲美，后二者也是燧石的产地。其他硬石被用于抛光石斧。不列颠有许多地方可以从岩屑堆（scree）或露天矿中采集细粒度火成岩或变质岩，然后再被交易到该国其他地方前经过本地粗制。其实例有兰代尔斧业（Langdale axe industry），彭迈恩毛尔（Penmaenmawr）以及蒂弗布利亚（Tievebulliagh）。